# 로버트 진티

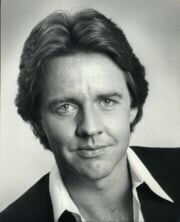

로버트 긴티(Robert Ginty, 1948년 11월 14일 ~ 2009년 9월 21일)는 미국의 영화 감독, 각본가, 배우이다.
브루클린에서 태어났으며 로스앤젤레스에서 사망하였다. 사인은 암이다.

## 출연 작품
- 프라핏 게임 (1999년)
- 시카고 썬 타임즈 (1996년)
- 몬스터 가족 미국에 오다 (1995년)
- 스콜피온 퀸 (1995년)
- 욕망의 볼레로 (1994년)
- 베스트 VS 베스트 (1993년)
- 레이디 드래곤 (1992년)
- 할리와 말보로 맨 (1991년)
- 형사 폴라 (1990년)
- 위기의 사생활 (1990년)
- LA 대지진 특급 (1990년)
- 베트남 텍사스 (1990년)
- 바운티 헌터 (1989년)
- 랜디의 사생활 (1989년)
- 아웃 온 베일 (1989년)
- 비밀첩보원 (1987년)
- 프로그램 투 킬 (1987년)
- 익스터미네이터 2 (1984년)
- 해양 특공 작전 (1982, Gavilan)
- 액트 (1982년)
- 익스터미네이터 (1980년)
- 귀향 (1978년)
- 제8 전투 비행대 (1976년)

### 텔레비전
- 달리는 사이먼 (1981년)
- 하버드 대학의 공부벌레들 시즌1 (1978년)
- 신나는 개구쟁이 (1978년)
- 형사 Q (1976년)
- 참드 (1998년)
- 애들이 줄었어요: TV 쇼 (1997년)
- 슈퍼맨 - 90년대 TV 시리즈 (1993년)